# کمپو دو میو
کمپو دو میو (به پرتغالی: Campo do Meio) یک منطقهٔ مسکونی در برزیل است که در میناز ژرایس واقع شده‌است. کمپو دو میو ۱۱٬۶۵۱ نفر جمعیت دارد.